# Saburó Jamada
Saburó Jamada (též Saburu Jamada[zdroj⁠?!]) (1869–1965) byl japonský právník a diplomat.
Působil na Tokijské univerzitě. Odborně se věnoval zejména mezinárodnímu právu soukromému a veřejnému.
Od ledna do července 1920 byl členem mezinárodní plebiscitní komise pro Těšínsko.